# Course Cycliste de Solidarność et des Champions Olympiques

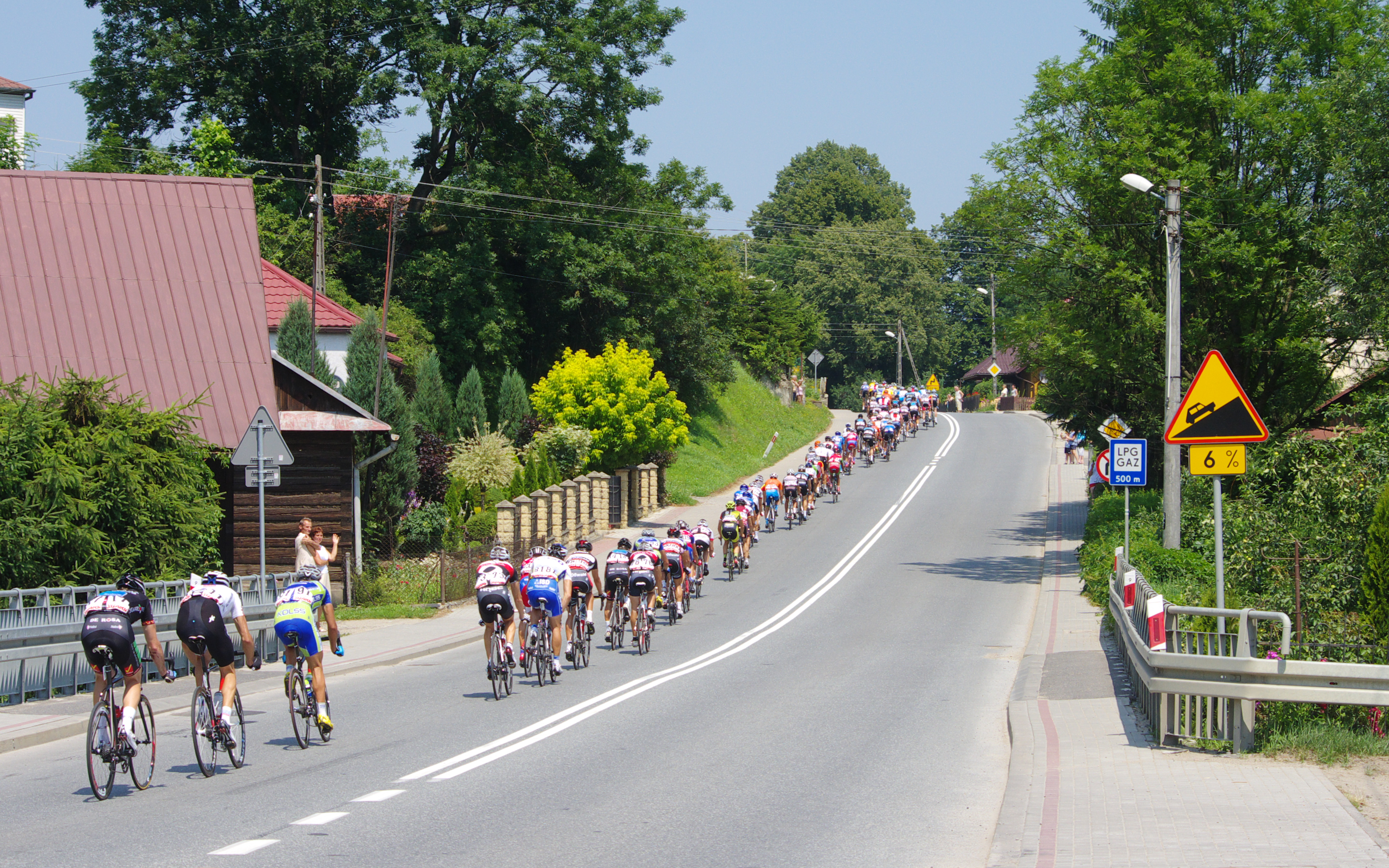
Die letzte Etappe der Austragung 2012:
Das Hauptfeld in Dynów

Der Course Cycliste de Solidarnosc et des Champions Olympiques, auch Course de la Solidarité Olympique ist ein polnisches Straßenradrennen.
Das Etappenrennen wurde 1990 zum ersten Mal ausgetragen und findet seitdem jährlich Ende Juni oder Anfang Juli statt. Seit Einführung der UCI Europe Tour im Jahre 2005 zählt das Rennen zu dieser Rennserie und ist in die Kategorie 2.2 eingestuft. Rekordsieger ist der Pole Tomasz Brożyna, der die Rundfahrt schon viermal für sich entscheiden konnte.
Das Rennen findet unter der Schirmherrschaft des Polnischen Olympischen Komitees in Zusammenarbeit mit der Gesellschaft der Polnischen Olympioniken statt.

## Palmarès
| Jahr | Sieger                     | Zweiter               | Dritter            |
| ---- | -------------------------- | --------------------- | ------------------ |
| 1990 | Czesław Rajch              | Jerzy Sikora          | Zbigniew Rudyk     |
| 1991 | Tomasz Brożyna             | Dariusz Baranowski    | Kęstutis Stakėnas  |
| 1992 | Jewgeni Bersin             | Dariusz Baranowski    | Marek Leśniewski   |
| 1993 | Dariusz Baranowski         | Piotr Wadecki         | Tomasz Brożyna     |
| 1994 | Raimondas Rumšas           | Dariusz Baranowski    | Steffen Blochwitz  |
| 1995 | Artur Krasiński            | Marek Wrona           | Jacek Bodyk        |
| 1996 | Tomasz Brożyna             | Marty Jemison         | Raimondas Rumšas   |
| 1997 | Piotr Wadecki              | Ludovic Auger         | Artur Krasiński    |
| 1998 | Tomasz Brożyna             | Romāns Vainšteins     | Gorazd Štangelj    |
| 1999 | Wojciech Pawlak            | Jörg Ludewig          | Branko Filip       |
| 2000 | Arkadiusz Wojtas           | Remigijus Lupeikis    | Piotr Chmielewski  |
| 2001 | Ondřej Sosenka             | Thomas Liese          | Piotr Przydział    |
| 2002 | Radosław Romanik           | Zbigniew Piątek       | Sławomir Kohut     |
| 2003 | Oleg Arkadjewitsch Schukow | Sławomir Kohut        | Oleksandr Klymenko |
| 2004 | Bohdan Bondarjew           | Sławomir Kohut        | Piotr Mazur        |
| 2005 | Piotr Wadecki              | Maurizio Varini       | František Raboň    |
| 2006 | Robert Radosz              | Marcin Sapa           | Łukasz Bodnar      |
| 2007 | Łukasz Bodnar              | Błażej Janiaczyk      | Gregor Gazvoda     |
| 2008 | Łukasz Bodnar              | Denys Kostjuk         | Błażej Janiaczyk   |
| 2009 | Artur Król                 | Andrij Hrywko         | Radosław Romanik   |
| 2010 | Jacek Morajko              | Pasquale Muto         | Stefan Schäfer     |
| 2011 | Marcin Sapa                | Oleksandr Scheydyk    | Roman Broniš       |
| 2012 | Mariusz Witecki            | Bartosz Huzarski      | Adam Pierzga       |
| 2013 | Witalij Popkow             | Jiří Hudeček          | Stefan Schäfer     |
| 2014 | Kamil Zieliński            | Mirko Tedeschi        | Davide Ballerini   |
| 2015 | Johim Ariesen              | Paweł Franczak        | Witalij Buz        |
| 2016 | Jauhen Sobal               | Timur Maleev          | Jasper Hamelink    |
| 2017 | Mateusz Komar              | Paweł Cieślik         | Adam Stachowiak    |
| 2018 | Sylwester Janiszewski      | Maciej Paterski       | Aaron Van Poucke   |
| 2019 | Norman Vahtra              | Patryk Stosz          | Jason van Dalen    |
| 2020 | Stanisław Aniołkowski      | Sylwester Janiszewski | Itamar Einhorn     |
| 2021 | Jan Bárta                  | Jakub Ťoupalík        | Casper van Uden    |
| 2022 | Timo Kielich               | Tomasz Budziński      | Matúš Štoček       |
| 2023 | Siim Kiskonen              | Max Kroonen           | Michał Pomorski    |
| 2024 | Tobiasz Pawlak             | Patryk Stosz          | Tim den Braber     |